# Dimorphomyces phloeoporae
Dimorphomyces phloeoporae är en svampart som tillhör divisionen sporsäcksvampar, och som beskrevs av Roland Thaxter. Dimorphomyces phloeoporae ingår i släktet Dimorphomyces, och familjen Laboulbeniaceae. Arten är reproducerande i Sverige.